# Pointe-des-Monts
Pointe-des-Monts, aujourd'hui inhabitée, est une localité du Québec. Elle fait partie de la municipalité de Baie-Trinité bien que située à 10 km du village. Baie-Trinité est dans la municipalité régionale de comté de Manicouagan, dans la région administrative de la Côte-Nord. 
Pointe-des-Monts a la particularité d'avoir un phare classé monument historique, en plus de marquer le début du golfe du Saint-Laurent et la fin de l'estuaire du Saint-Laurent.

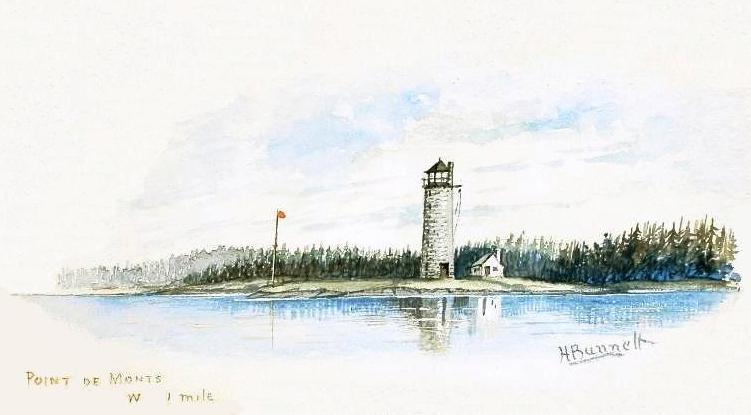
Point de Monts, Henry Richard S. Bunnett, 1885-1889

## Historique
Pointe-des-Monts est un ancien hameau qui s'est construit près d'un phare construit en 1829 et terminé en 1830,,. À une époque où la région de la Côte-Nord n'était presque pas habitée, le poste faisait office de chef-lieu. La population a culminé en 1880 pour ensuite s'éteindre progressivement.
Au XVIIIe siècle, la région était habitée par des chasseurs et trappeurs amérindiens.

## Le phare
En 1826, la Maison de la Trinité planifie la construction d'un phare et John Lambly est envoyé en vue du choix du site, mais il se trompe d'emplacement et situe à environ deux kilomètres à l'est de la vraie Pointe des Monts.
Malgré les protestations de William Lampson, un commerçant de fourrures qui avait des droits de chasse sur ce territoire, les travaux de construction débutent en juillet 1829, sous la surveillance de James Chillas. Les protestations expliqueraient pourquoi le phare fut construit sur un îlot plutôt que directement sur la Pointe des Monts. Le phare entra en fonction en septembre 1830. 
Après la seconde Guerre mondiale, seule la famille du gardien du phrare, Georges Fafard, habitait Pointe-des-Monts. En 1964, le ministère fédéral des Transports avait prévu détruire le phare, mais grâce aux derniers gardiens, Jacques et Marie-Berthe Landry, il est acquis l'année suivante par le gouvernement du Québec et finalement classé monument historique. La même année, des rénovations rendirent le phare entièrement automatisé et depuis, plus personne n'habite le village en hiver.
Les gardiens au phare de Pointe-des-Monts
- 1830-1844 : James Wallace
- 1844-1867 : Zoël Bédard
- 1867-1872 : Paul Pouliot
- 1872-1889 : Louis-F. Fafard
- 1889-1926 : Victor Fafard
- 1926-1954 : Georges Fafard
- 1954-1959 : Sauveur Duguay
- 1959-1978 : Jacques Landry
- 1978-1983 : Roland Boudreault